# موسى الموسوي
موسى الموسوي (1352ه‍= 1933م) مفكر إيراني إسلامي شيعي مشهور ويعتبر من أشهر منتقدي الثورة الإسلامية. وهو حفيد السيد «أبو الحسن الموسوي الأصبهاني» ولد في النجف عام 1930، وأكمل الدراسات التقليدية في جامعتها الكبرى، وحصل على الشهادة العليا في الفقه الإسلامي «الاجتهاد».
وحصل على شهادة الدكتوراه في الفلسفة من جامعة باريس (السوربون) عام 1959.
حصل على شهادة الدكتوراه في التشريع الإسلامي من جامعة طهران عام 1955.
عمل أستاذاً للاقتصاد الإسلامي في جامعة طهران 1960 - 1962
عمل أستاذاً للفلسفة الإسلامية في جامعة بغداد 1968 - 1978
انتخب رئيساً للمجلس الإسلامي في غرب أمريكا منذ 1979
أستاذاً زائراً في جامعة هالة بألمانيا الديمقراطية، وأستاذاً معاراً في جامعة طرابلس بليبيا عام 1973 - 1974، وأستاذ باحث في جامعة هارفارد بالولايات المتحدة الأمريكية عام 1975 - 1976، وأستاذ موفد إلى جامعة لوس آنجلوس في عام 1978.

## فكر موسى الموسوي
يعتبر نموذج فريد من مفكري إيران. حيث أنه بالرغم من أنه إيراني الجنسية، لم يكن يتوقف عن نقد النزعة الشعوبية لدى رجال التشيع الصفوي، بطريقة أكثر جذرية من غالب من تصدَّى لهذا الموضوع من الأدباء العرب. وقد بَيَّن آلية المزج في الموروث الشيعي الروائي ما بين السلطة الإيرانية والنبوة الإسلامية.

ويعتبر واحداً من القلائل الذين استطاعوا التجرد بعيداً عن هوى المذاهب والتمذهب. وسعى بكل ما أوتي من قوة إلى لملمة الصفوف تجاه الوحدة فانتقد ما سماه «التعصب الشيعي» ودعا الي التقارب بين «التشيع العلوي» و«التسنن المحمدي».

## من أشهر كتبه
- 1 - من الكندي إلى ابن رشد عام 1972م طبعة بيروت.
- 2 - إيران في ربع قرن عام 1972م طبعة بيروت.
- 3 - قواعد فلسفية عام 1977م طبعة النجف الأشرف.
- 4 - الجديد في فلسفة صدر الدين عام 1978م طبعة بغداد.
- 5 - من السهروردي إلى صدر الدين عام 1980م طبعة بيروت.
- 6 - فلاسفة أوروبيون عام 1980م طبعة بيروت.
- 7 - الثورة البائسة عام 1983م طبعة لوس انجلوس.
- 8 - الجمهورية الثانية عام 1985م طبعة لوس انجلوس.
- 9 - الشيعة والتصحيح الصراع بين الشيعة والتشيع pdf. «عام 1987م طبعة لوس انجلوس».[4]

## من أقوال موسى الموسوي
- الحرية الفردية أداة تخدير كبرى لإغفال الحرية الاجتماعية، حيث النباهة الاجتماعية القضية ذات الأهمية الكبرى.
- إن الدين الذي لا ينفع الإنسان قبل الموت لا ينفعه بعد الموت أيضاً.
- في الحياة ليس العدو الحاقد المسلح بأخطر وأشد ضررا للـ شيخ من مريد متعصب متفان لكن لاعقل له.
- المرأة التي تقضي سنة تتحدث بشأن جهازها وتساوم في مهرها والجواهر التي تُهدى إليها وفخامة حفل الزفاف، لا تزال جارية بالمعنى الكامل للكلمة.
- الاستحمار هو طلسمة الذهن وألهائه عن الدراية الإنسانية والدراية الاجتماعية وأشغاله بحق أو بباطل، مقدس أو غير مقدس.
- إن شئت التمرد على الديكتاتورية وعدم الرضوخ للظلم، ما عليك سوى أن تقرأ وتقرأ وتقرأ.
- إذا كنت لا تستطيع رفع الظلم، فأخبر عنه الجميع على الأقل.
- عندما تقرر الوقوف ضد الظلم، توقع أنك سوف تُشتم ثم تتخون ثم تتكفر لكن إياك أن تسكت عن الظلم من أجل أن يقال عنك أنك رجل سلام.[4]